# Жерновки (Рязанская область)
Жерновки — село в Милославском районе Рязанской области, входит в состав Павловского сельского поселения. 

## География
Село расположено в 10 км на северо-восток от центра поселения посёлка Совхоз «Большевик» и в 41 км на север от райцентра Милославское, остановочный пункт «259 км» на ж/д линии Павелец — Раненбург.

## История
Село Жерновки возникло не ранее конца XVII века; в окладных книгах 1676 года о находившейся в этом селе церкви замечено, что «благословенная грамота на церковь Божию взята во 182 (1674) году июня в 11 день. При новопостроенной Богородицерождественской церкви первоначально состояло «церковныя пашни десять четвертей в поле, а в дву потомуж, сенных покосов на пятьдесят копен. Да в приходе к той церкви в том селе Жерновках сорок пять дворов крестьянских, пять дворов бобыльских и всего 52 двора». По окладу 1676 года дани с Богородице-Рождественской церкви положено «рубль семнадцать алтын зденьгою». Под 1734 годом в селе Жерновках показано 78 приходских дворов. Вместо упоминаемой в XVII веке и обветшавшей, в 1802 году поставлена была новая – в прежнее храмонаименование, которая в 1848 году, по небрежности причта, сгорела. В 1849 году построена новая деревянная Богородицерождественская церковь, материалом для постройки которой послужила церковь, купленная в селе Нагишах, находящемся в Епифанском уезде. 
В XIX — начале XX века село входило в состав Князевской волости Скопинского уезда Рязанской губернии. В 1906 году в селе было 265 дворов.
С 1929 года село являлось центром Жерновского сельсовета Чернавского района Рязанского округа Московской области, с 1937 года — в составе Рязанской области, с 1959 года — в составе Милославского района, с 2005 года — в составе Павловского сельского поселения.

## Население
| 1859 | 1897  | 1906  | 2010 |
| ---- | ----- | ----- | ---- |
| 1074 | ↗1765 | ↗2115 | ↘26  |

## Достопримечательности
В селе расположена недействующая Богородицерождественская церковь (1917). 